# Остготское королевство
Остго́тское королевство (гот. Ostrogutans þiudangardi) — непрочное позднеантичное раннефеодальное государственное образование, созданное в ходе захватов римской территории одним из германских племён — остготами. Столицей государства (как и в эпоху поздней Западной Римской империи) оставалась Равенна. Королевство остготов просуществовало с 489 по 555 год. В 553—555 годах королевство остготов было завоёвано Византией. В состав королевства входили Италия, Сицилия, Предальпийские области, Далмация и Прованс (с 510 года).

## Предыстория
Остготы — это восточная ветвь племени готов. Они осели и установили свою власть в провинции Дакия, но в конце IV века попали под господство гуннов, при этом сохранив свою политическую организацию. После смерти Аттилы начался распад государства гуннов, остготы обрели независимость. При императоре Маркиане огромное число остготов поселилось в провинции Паннония на правах федератов. Но из-за того, что император Восточной Римской империи Лев I Макелла не платил жалование остготам, последние напали и разорили провинцию Иллирию и заключили союз с Гейзерихом для нападения на Византию. В 461 году между остготами и Восточной Римской империей был заключен мир, в результате которого Теодорих Амал, сын Теодемира Амала, был послан заложником в Константинополь, где получил римское образование. После этого в течение нескольких лет множество готов служили Римской империи и имели сильное военное и политическое влияние.
К середине V века Западная Римская империя и её ценности переживали сильный упадок. В 476 году произошло замещение власти последнего романского императора Ромула, заменённого Одоакром.

## Королевство Одоакра
В 476 году Одоакр, германский magister militum, сверг римского императора Ромула Августа и создал на территории Италии своё королевство, объявив себя Rex Italiae (Царь Италии). В 477 году Флавий Зенон признал Одоакра патрикием и римским наместником. Одоакр сохранил римскую административную систему, активно сотрудничал с римским Сенатом. В 477 году ему удалось изгнать вандалов из Сицилии, а в 480 году, после смерти Юлия Непота, завоевать Далмацию.

## Завоевание Италии готами
В 488 году император Зенон обвинил Одоакра в поддержке мятежника Илла и заключил соглашение с Теодорихом. Согласно договору, Теодорих, в случае победы над Одоакром, становился правителем Италии в качестве представителя императора.
Осенью 488 года Теодорих со своими людьми (их число оценивается приблизительно в 100 тысяч человек) выступил из Мёзии, прошел через Далмацию, разбил гепидов, и, перейдя Альпы, вступил в Италию в конце августа 489 года. Первое столкновение с армией Одоакра произошло у реки Изонцо 28 августа. Одоакр был разбит и отступил к Вероне, где через месяц произошло новое сражение, закончившееся победой Теодориха. Одоакр бежал в свою столицу Равенну, а большая часть его армии сдалась готам.
В 490 году Одоакр начал новую кампанию против Теодориха. Ему удалось взять Милан и Кремону и осадить главные силы остготов в Павии. Однако после этого в конфликт вмешались вестготы. Одоакру пришлось снять осаду Павии, а 11 августа 490 года он потерпел сокрушительное поражение на реке Адде. Одоакр снова бежал в Равенну, после чего римский сенат и большинство городов Италии объявили о поддержке Теодориха.
Готы начали осаду Равенны, но, не имея флота, они не могли блокировать её с моря, поэтому осада сильно укрепленного города затянулась. Только в 492 году готы построили флот и смогли захватить гавань Равенны Классис, полностью блокировав город. Шесть месяцев спустя начались переговоры с Одоакром. Соглашение было достигнуто 25 февраля 493 года. Теодорих и Одоакр согласились разделить Италию между ними. Однако на пиру, которым отмечалось это событие, Теодорих убил Одоакра (15 марта), за этим последовало истребление части рядовых солдат, знатных сторонников и родственников Одоакра. С этого момента Теодорих стал правителем Италии.

## Раздел земель между остготами и римлянами
Расселение остготов на территории Италии происходило в течение довольно длительного времени. Основная масса остготов была расселена в Северной и Центральной Италии. По данным источников, остготские поселения имелись в Лигурии, Эмилии, Венеции(в частности в Вероне), Пицене, Тусции, Умбрии и Самнии. И именно в вышеперечисленных областях, как показал дальнейший ход военных действий с Византией, господство остготов было самым прочным. Вероятно, этим же обстоятельством обусловлен и выбор в качестве столицы государства города Равенны. Что же касается Южной Италии, то здесь, видимо, остготы не селились большими массами среди местного населения, а в основном оставляли гарнизоны в наиболее важных крепостях и наиболее крупных городах (Неаполь, Тарент, Кумы, Регий и, вероятно, некоторые другие). Аналогичным образом дело обстояло и с расселением в Сицилии: прямых сведений о расселении остготов среди местного сельского населения не имеется, известно только про существование немногочисленных гарнизонов в Сиракузах и Панорме.
Завоевав Италию, остготы по праву победителей захватили земли и другое имущество своих противников. Прежде всего, данная мера коснулась самого Одоакра, его родственников и сторонников из числа знатных лиц и некоторого числа рядовых воинов, которые, как уже упоминалось ранее, были физически уничтожены. Полной конфискации подверглись только имения наиболее активных сторонников Одоакра. Если же судить по данным источников, то, по всей видимости, расправа постигла весьма ограниченное число лиц, связанных с Одоакром. Например, Прокопий Кесарийский в «Войне с готами» утверждает, что Теодорих после убийства приближённых к Одоакру привлёк на свою сторону «тех варваров, которые раньше были его врагами и теперь ещё уцелели». Помимо конфискованных у побеждённых земель, в распоряжение к остготам перешли бывшие императорские домены и владения фиска (последние нередко представляли собой необработанные или заброшенные пустоши), ранее отошедшие к правительству Одоакра при завоевании им Италии.
Подавляющее большинство конфискованных земель перешло либо напрямую в руки королевского рода Амалов, либо к ближайшим приближённым Теодориха. Из этого же источника происходило наделение землёй представителей остготской знати. Однако всех конфискованных земель не хватало для того, чтобы удовлетворить потребности всех остготских воинов, как знати, так и рядовых представителей. Соответственно, было решено прибегнуть к разделу земель с местными земельными собственниками. Остготское правительство приняло решение взять у римско-италийских землевладельцев треть принадлежащих им земель. Этот факт несколько контрастирует с прецедентами, имевшими место на территориях Бургундского, Вестготского и Вандальского королевств, где в пользу «поселенцев» была выделена не только значительно бо́льшая часть недвижимого имущества, но ещё и рабы. По мнению Удальцовой, действия Теодориха по данному вопросу были обусловлены существовавшей на тот момент в Италии расстановкой социально-политических сил и следовавшей из неё необходимости поиска компромиссного решения с местными правящими кругами — римско-италийской рабовладельческой знатью. Косвенным доказательством в пользу такого вывода служит тот факт, что комиссию по расселению остготов, созданную правительством Теодориха, возглавил римский сенатор Либерий, занявший в этом правительстве пост префекта претория. Работа комиссии в основном была закончена к 507 году.
Будучи представителем римской аристократии, Либерий стремился сделать так, чтобы крупные римские землевладельцы потеряли как можно меньше своих земельных владений. В первую очередь, разделу подвергались имения тех лиц, которые приобрели земли в период правления Одоакра, в том числе и в качестве пожалований от него (вероятно, за переход на службу к нему). В период правления Одоакра уже произошёл раздел земель между варварами-федератами, находившимися под его командованием, и местным населением, поэтому после остготского завоевания в руках оставшихся в живых воинов Одоакра ещё оставалась определённая часть земельного фонда полуострова. Земельные участки тех воинов, которые оказали особо упорное сопротивление победителям, были конфискованы и переданы рядовым (а, возможно, и не только рядовым) остготским воинам. Те же воины Одоакра, которые перешли на сторону победителей и были включены в состав остготского войска, по всей видимости, сохранили свои наделы.
Что касается всех остальных землевладельцев — римских посессоров (как крупных, так и средних и мелких), то есть большинство населения, — то из их земельных владений выделялась ⅓ имения, или т. н. терция (tertiae). Из этих терций составлялись наделы (sortes) остготов. Однако на практике выделение в пользу остготского воина трети земельного владения нередко заменялось уплатой эквивалентного денежного взноса в пользу государства или же, если речь идёт о знатном остготе, претендующем на треть земель данного посессора, то в пользу последнего. Эта мера была в определённых случаях выгодна как крупным землевладельцам-италийцам, так и более мелким. В первом случае латифундист мог в конечном итоге переложить выплату полагающегося взноса на своих рабов и колонов, взыскав с них дополнительные поборы, и тем самым избавиться от опасного вооружённого соседа, стремящегося присвоить себе оставшиеся земли, случаи чего фиксировались в источниках неоднократно. Единственное исключение представляла ситуация, когда у латифундиста появлялась возможность избавиться от малоплодородного участка поместья или же когда у него наблюдалась нехватка рабочих рук для обработки пустующей земли в пределах имения. Что же касается мелких и средних посессоров, то размеры земельной собственности каждого отдельного их представителя были сравнительно невелики, поэтому селящимся рядом с ними знатным остготам было выгоднее получать от таких посессоров терцию в виде денежных или натуральных платежей. Данная подать чаще всего уплачивалась непосредственно представителю остготской знати по соглашению с ним, а не государству.
В наделении землёй остготских воинов, среди которых уже имели место имущественная и социальная дифференциация, не было равенства. По данным источников, самые лучшие земли присвоила остготская знать, особенно королевские приближённые и дружинники, в то время как рядовые воины получили сравнительно небольшие участки земли. При этом остготская знать отнюдь не довольствовалась полученными по результатам раздела терциями. Не говоря уже про самовольные захваты земель у местных посессоров, представители остготской военной верхушки получали терции не от одного, а от нескольких мелких или средних землевладельцев, причём, скорее всего, эти терции располагались чересполосно среди владений других лиц, как римлян, так и варваров более низкого социального положения. Действуя в интересах остготской знати, правительству Теодориха периодически приходилось идти на новые перераспределения (пусть и значительно меньшие по своим масштабам, чем первое) земельных участков, которые наносили ущерб мелким остготским землевладельцам, получавшим надел худшего качества или меньшего размера.
Не стоит также забывать про земельные пожалования со стороны Теодориха своим воинам. Они производились за счёт земель, перешедших в собственность фиска после завоевания, и не имели никакого отношения к разделам земель между римско-италийскими собственниками и остготами.

### Правовое обеспечение раздела земель и налогообложение
Права на землю новых собственников, в отличие от правительства Одоакра, остготское правительство закрепило в юридическом порядке. Комиссия Либерия через своих уполномоченных должностных лиц (delegatores), производивших разделы на местах, выдавала новым владельцам специальную грамоту (pittacium, или питтакий), подтверждающую право данного лица на владение землёй. Данная грамота выдавалась не только остготским собственникам выделенных терций, но и римским владельцам оставшихся ⅔ земель. При отсутствии у остготского землевладельца такой грамоты его владение считалось незаконным, и он был обязан вернуть его прежнему владельцу. Данная грамота должна была оградить получившее её лицо от каких-либо претензий на земельный участок со стороны соседа, с которым был произведён раздел; со стороны третьих лиц, предотвратить судебные тяжбы по поводу прав собственности на данный надел (несмотря на это, столкновения из-за разделённых участков между римлянами и остготами всё равно возникали достаточно часто). Соответственно, возможности распоряжения (передача по наследству, дарение и другие формы отчуждения) теперь касались тоже только оставшегося в руках данного лица после раздела участка, на участок совладельца они не распространялись.
Если в других варварских королевствах у поселившихся варваров ещё сохранялись какие-то черты разлагающегося первобытно-общинного строя, вследствие чего возможности распоряжения землёй были сильно ограниченны, то у остготов уже не сохранилось следов прежних общинно-родовых социальных институтов в данном вопросе (по поводу остальных сфер общественной жизни нет оснований столь же категорично высказывать данное утверждение). Свои участки остготские воины получали в полную собственность, могли свободно отчуждать их посторонним лицам, а также передавать по наследству родственникам женского пола, что в других варварских королевствах либо было невозможно, либо обставлялось разными ограничениями.
Остготы, получившие в результате раздела участки земли, освобождались от уплаты поземельного налога (tributum) — они несли военную службу и охраняли государство в случае внешнего нападения. Но данный принцип распространялся только на этот участок. За все вновь приобретённые земли остготские землевладельцы были обязаны вносить все прежние налоги, которые вносил и предыдущий собственник, в том числе и поземельный. Ведь если бы остготы, приобретая новые участки, не платили бы налоги ещё и с них, то казна, потеряв своих прежних налогоплательщиков, понесла бы значительные убытки. Но судя по всему, дело именно так и обстояло: на практике даже рядовые остготские воины, не говоря уже про знать, тем или иным путём получая земли римских посессоров, по-прежнему отказывались платить причитавшиеся с них налоги, перекладывая их внесение в казну на неплатёжеспособных лиц (нередко это были те же самые люди, у которых остготы и захватили земельную собственность). Остготское правительство пыталось бороться со злоупотреблениями своих воинов. Оно требовало вычёркивать из налоговых списков прежних налогоплательщиков, продавших свою подлежащую налоговому обложению собственность или другим путём лишившихся её, и вносить туда новых, угрожало конфискацией подлежащих обложению земель. Судя по всему, эта политика, как и многие другие мероприятия, направленные на ограничение самоуправства и своеволия знати, успеха не принесла. На других варваров, поселившихся в Италии до остготского завоевания и обозначаемых в источниках antiqui barbari, принципы налогообложения остготов не распространялись, они несли те же повинности, что и рядовые римские посессоры.

### Использование земель
После проведения разделов и конфискаций земель, перед остготским правительством и новыми остготскими собственниками сразу же вставал вопрос о методах использования земли и формах эксплуатации зависимого земледельческого населения. В общих чертах положение было таково: земля вместе с живущим на ней зависимым населением переходила остготам только в случае полной конфискации имущества у политических противников или убитых врагов. При этом подавляющая часть зависимых работников находилась в распоряжении крупных землевладельцев, в то время как у мелких и средних зависимой рабочей силы было мало, чтобы удовлетворить потребности новых землевладельцев. В то же время вместе с остготами в Италию прибыла значительная часть зависимых от них людей (рабов, полусвободных, клиентов), которых можно было посадить на землю для её обработки. Помимо уже перечисленных категорий зависимых лиц у представителей знати имелись и дружинники, которым также можно было выделить часть полученных в собственность или в качестве пожалования земель. Видимо, это и происходило, когда остготская знать получала крупные имения из фонда королевских владений или пустующих земель фиска. По мнению исследователей, наделение остготских дружинников и рядовых воинов землёй в поместьях знати послужило предпосылкой развития их зависимости от собственников земли. При этом в ряде случаев какая-то часть лично свободных остготов со временем превращалась в колонов военно-служилой знати.
Кроме того, заселение пустующих земель фиска и королевских патримониев, где также ощущалась значительная нужда в рабочих руках, производилось путём помещения на этих землях лично свободных людей, в том числе и остготов, в качестве арендаторов (conductores). Особенно эта практика получила распространение в южной части страны (Апулия, Лукания, Бруттий), где позиции римско-италийской рабовладельческой знати были намного сильнее, чем на севере полуострова, а, соответственно, масштабные разделы земель практически не производились. Имеются свидетельства того, что не только рядовые остготы и свободные италийцы селились на землях фиска в качестве арендаторов, но и представители остготской знати, не удовлетворившиеся тем количеством земли, которое было ими получено в результате раздела, снимали в долгосрочную аренду крупные участки, для обработки которых использовали труд зависимых земледельцев различных категорий.

### Итоги решения земельного вопроса
Массовое перераспределение земель между новыми завоевателями и местным населением привело к значительным социально-экономическим изменениям в долгосрочном плане. Во-первых, увеличился удельный вес свободного мелкого землевладения: к уже имевшимся на момент остготского завоевания римско-италийским посессорам прибавились новые мелкие земельные собственники варварского происхождения. У последних, как уже говорилось, имелось значительное преимущество в виде освобождения от поземельного налога. Близко к ним по своему имущественному и социальному положению стояли арендаторы королевских доменов из числа остготов. Эти категории земледельцев обладали достаточно широкой хозяйственной самостоятельностью, что делало их более заинтересованными в своём труде. Это обстоятельство могло обусловить некоторую интенсификацию земледелия и сельскохозяйственный подъём. К тому же остготское правительство поощряло занятие земледелием, проводило расчистку новых земель и мелиоративные работы в заболоченных местностях для расширения посевных площадей.
Однако интенсификация и вероятный рост сельскохозяйственного производства не могли полностью устранить периодически возникавшие неурожаи, голодовки и эпидемии, постепенное обнищание и разорение мелких землевладельцев. Следствием этого становились сначала потеря части имущества, затем либо полная фактическая потеря земельной собственности, либо утрата формального права собственности (например, в виде дарения церкви или монастырю) при сохранении пользования своим земельным участком (здесь возможно множество конкретных вариантов). Вместе с утратой собственности имела место и постепенная потеря остатков личной свободы, то есть превращение прежде свободного крестьянина в человека, находящееся в определённой степени личной зависимости от представителя светской или духовной знати.

## Правление Теодориха
Подобно Одоакру, Теодорих, по-видимому, считался патрикием и наместником императора в Италии, что было признано новым императором Анастасием в 497 году. Однако фактически он был независимым правителем.
После завоевания Италии административная система, существовавшая в королевстве Одоакра, сохранилась, при этом государственные должности занимали практически исключительно римляне. Римский Сенат продолжал функционировать, являясь в значительной мере консультативным органом. Законы Римской империи сохранялись, по ним жило римское население, на готов же распространялось их собственное традиционное право. С другой стороны, служба в армии и занятие военных должностей были исключительно делом готов.
Готы поселились главным образом на севере Италии и держались обособленно от римского населения. Этому способствовало различие их веры: готы были арианами, тогда как римляне — никейцами. Однако, в отличие от вестготов и вандалов, остготы отличались религиозной терпимостью.

## Правители остготов
- Теодорих Великий (Thiudoric) 489—526
- Аталарих (Atthalaric) 526—534
- Теодахад (Thiudahad) 534—536
- Витигес (Wittigeis) 536—540
- Ильдебад (Hildibad) 540—541
- Эрарих (Heraric, Ariaric) 541
- Тотила (Baduila) 541—552
- Тейя (Theia, Teja) 552